# Garczyn

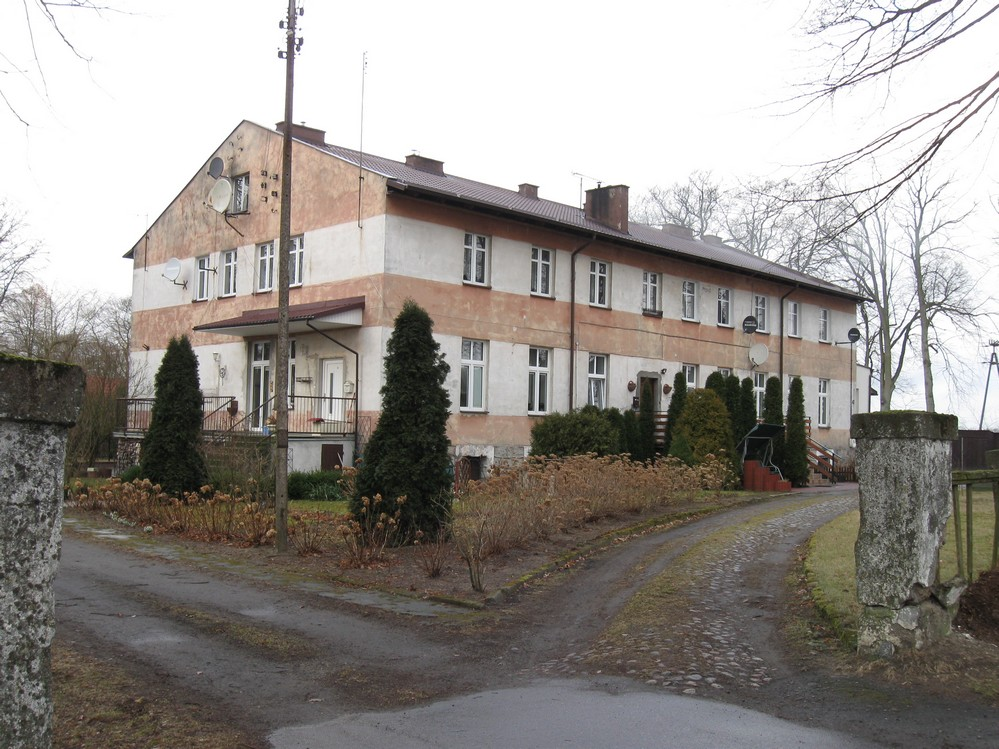
Dwór

Garczyn (kaszb. Gôrczëno) – wieś w północnej Polsce, położona w województwie pomorskim, w powiecie kościerskim, w gminie Liniewo, na wschodnim krańcu Pojezierza Kaszubskiego, nad Jeziorem Dużym. Na zachód od Garczyna znajduje się rezerwat leśny Orle nad Jeziorem Dużym, a w samym Garczynie ferma strusi afrykańskich.
W latach 1975–1998 miejscowość administracyjnie należała do województwa gdańskiego.
W budynku starej szkoły w Garczynie utworzono Izbę Pamięci Ziemi Garczyńskiej. W muzeum znajdują się m.in. żelazka, młotki, książki, motyki, ale też stare zdjęcia. Wszystkie rzeczy pochodzą z Garczyna.

## Zabytki
Według rejestru zabytków NID na listę zabytków wpisany jest kościół parafialny pw. św. Andrzeja z XVII-XVIII w., nr rej.: 605 z 21.12.1972.
Parafia w Garczynie jest jedną z najstarszych na Pomorzu. Została założona w XII wieku. Obecny późnogotycki kościół pw. św. Andrzeja Apostoła zbudowano w 1540 roku, posiada frontową wieżę i barokową kaplicę. Na ścianie wisi portret trumienny Katarzyny z Doręgowskich Garczyńskiej z 1629 roku oraz epitafium z czarnego marmuru Jana Ostoi Lniskiego, zmarłego w roku 1847. Obok ołtarza bocznego stoi późnobarokowa chrzcielnica z końca XVIII wieku, w wyposażeniu również rokokowe konfesjonały. W głębokiej niszy ołtarza głównego znajduje się rzeźba Madonny z Dzieciątkiem z XVI wieku.
We wsi znajduje się także dwór z ogrodzeniem, aleją kasztanową wzdłuż drogi dojazdowej oraz parkiem.